# Tobias Enström
Ulf Tobias "Toby" Enström, född 5 november 1984 i Örnsköldsvik, är en svensk professionell ishockeyspelare som spelar back för Modo Hockey i Hockeyallsvenskan.

## Klubblagskarriär

### Elitserien

#### Modo Hockey (I)
Enström blev utsedd till årets rookie i Elitserien säsongen 2002–03 och han var med och vann SM-guld med Modo Hockey 2007.

### NHL

#### Atlanta Thrashers/Winnipeg Jets
Enström draftades av Atlanta Thrashers som 239:e spelare totalt i NHL-draften 2003.  
Han debuterade i NHL med Thrashers säsongen 2007–08 och i november 2007 utsågs han till månadens rookie i NHL. 
Inför säsongen 2011–12 flyttade Atlanta Thrashers till Winnipeg i Manitoba och laget bytte namn till Winnipeg Jets.

### Hockeyallsvenskan

#### Modo Hockey (II)
Den 24 augusti 2018 skrev Enström på ett ettårskontrakt med Modo Hockey för spel i Hockeyallsvenskan och blev utsedd till lagkapten.

## Landslagskarriär
Han var uttagen till svenska VM-truppen 2007 och 2009 och deltog även i den svenska OS-truppen till Vancouver 2010.

## Privatliv
Han är uppvuxen i Nordingrå, Höga Kusten, där han började sin karriär i Höga Kusten Hockey. Enströms smeknamn är "Toby Orr", efter legenden Bobby Orr.
Systern Tina Enström (född 1991) spelar också ishockey och ingick i OS-truppen i Vancouver. Två av deras tre ytterligare syskon, Tommy och Thomas, är respektive har varit professionella ishockeyspelare på elitnivå.

## Meriter
- Årets rookie i Elitserien 2003
- J20-guld 2004 med Modo J20
- SM-guld 2007 med Modo Hockey
- Månadens rookie i NHL, november 2007.
- VM-brons 2009

## Spelarstatistik
| 2000–01                  | Modo Hockey                    | J20                      | 1   | 0  | 0   | 0   | 0   | —  | — | —  | —  | —  |
| 2001–02                  | Modo Hockey                    | J20                      | 21  | 1  | 7   | 8   | 10  | —  | — | —  | —  | —  |
| 2002–03                  | Modo Hockey                    | J20                      | 7   | 4  | 6   | 10  | 31  | —  | — | —  | —  | —  |
| 2002–03                  | Modo Hockey                    | SHL                      | 42  | 1  | 5   | 6   | 16  | 6  | 0 | 1  | 1  | 4  |
| 2003–04                  | Modo Hockey                    | SHL                      | 33  | 1  | 4   | 5   | 6   | 6  | 1 | 1  | 2  | 2  |
| 2003–04                  | Modo Hockey                    | J20                      | —   | —  | —   | —   | —   | 8  | 0 | 3  | 3  | 4  |
| 2004–05                  | Modo Hockey                    | SHL                      | 49  | 4  | 10  | 14  | 24  | 2  | 0 | 0  | 0  | 0  |
| 2005–06                  | Modo Hockey                    | SEL                      | 47  | 4  | 7   | 11  | 48  | 4  | 0 | 1  | 1  | 25 |
| 2006–07                  | Modo Hockey                    | SHL                      | 55  | 7  | 21  | 28  | 52  | 20 | 1 | 11 | 12 | 37 |
| 2007–08                  | Atlanta Thrashers              | NHL                      | 82  | 5  | 33  | 38  | 42  | —  | — | —  | —  | —  |
| 2008–09                  | Atlanta Thrashers              | NHL                      | 82  | 5  | 27  | 32  | 52  | —  | — | —  | —  | —  |
| 2009–10                  | Atlanta Thrashers              | NHL                      | 82  | 6  | 44  | 50  | 30  | —  | — | —  | —  | —  |
| 2010–11                  | Atlanta Thrashers              | NHL                      | 72  | 10 | 41  | 51  | 54  | —  | — | —  | —  | —  |
| 2011–12                  | Winnipeg Jets                  | NHL                      | 62  | 6  | 27  | 33  | 38  | —  | — | —  | —  | —  |
| 2012–13                  | Winnipeg Jets                  | NHL                      | 22  | 4  | 11  | 15  | 8   | —  | — | —  | —  | —  |
|                          | EC Red Bull Salzburg (lockout) | EBEL                     | 5   | 1  | 0   | 1   | 4   | —  | — | —  | —  | —  |
| 2013–14                  | Winnipeg Jets                  | NHL                      | 82  | 10 | 20  | 30  | 56  | —  | — | —  | —  | —  |
| 2014–15                  | Winnipeg Jets                  | NHL                      | 60  | 4  | 19  | 23  | 36  | 4  | 0 | 1  | 1  | 0  |
| 2015–16                  | Winnipeg Jets                  | NHL                      | 72  | 2  | 14  | 16  | 44  | —  | — | —  | —  | —  |
| 2016–17                  | Winnipeg Jets                  | NHL                      | 60  | 1  | 13  | 14  | 42  | —  | — | —  | —  | —  |
| 2017–18                  | Winnipeg Jets                  | NHL                      | 43  | 1  | 5   | 6   | 20  | 11 | 0 | 0  | 0  | 2  |
| 2018–19                  | Modo Hockey                    | Hockeyallsvenskan        | —   | —  | —   | —   | —   | —  | — | —  | —  | —  |
| NHL totalt               | NHL totalt                     | NHL totalt               | 719 | 54 | 254 | 308 | 422 | 15 | 0 | 1  | 1  | 2  |
| SHL totalt               | SHL totalt                     | SHL totalt               | 226 | 17 | 47  | 64  | 146 | 38 | 2 | 14 | 16 | 68 |
| Hockeyallsvenskan totalt | Hockeyallsvenskan totalt       | Hockeyallsvenskan totalt | —   | —  | —   | —   | —   | —  | — | —  | —  | —  |